# Зайцегуб Бунге
Зайцегу́б Бу́нге (лат. Lagochilus bungei) — вид двудольных растений рода Зайцегуб (Lagochilus) семейства Яснотковые (Lamiaceae). Впервые описан британским ботаником Джорджем Бентамом в 1834 году.

## Распространение и среда обитания
Известен из Китая (Синцзян-Уйгурский автономный район) и Казахстана.
Произрастает на сухих склонах.
Казахстанская популяция отличается наличием опушения у чашечки цветка.

## Ботаническое описание
Многолетнее травянистое растение.
Стебли до 24 см высотой, голые снизу и покрытые короткими волосками в верхней части.
Листья клиновидные, перистые, черешковые.
Цветков около шести на соцветие; венчик цветка красноватый с белыми ворсинками.
Плод — плоско обратноконический орешек с усечённой верхушкой.
Цветёт в июле, плодоносит в сентябре.

## Синонимы
Синонимичные названия:
- Lagochilopsis bungei (Benth.) Knorring
- Lagochilus altaicus C.Y. Wu & S.J. Hsuan
- Moluccella grandiflora Bunge nom. illeg.